# Galeria de Artă Naivă din Pitești
Galeria de Artă Naivă din Pitești este un muzeu județean din Pitești, amplasat în Str. Armand Călinescu nr. 44 (corpul C). A fost primul muzeu de artă naivă din țară, Piteștiul fiind considerat de peste 30 de ani o adevarată capitală a artei naive românești. Sunt expuse lucrări de pictură, sculptură și grafică naivă, semnate de maeștri consacrați ai genului, cum ar fi: Gheorghe Babet, Gheorghe Boanca, Costel Bogatu, Anca Bota, Valentin Bota, Mihai Dascalu, Costel Iftinchi, Ion Maric, Petru Mihuț, Ghiță Mitrachita, Ion Negru, Ion Nicodim, Emil Pavelescu, Catinca Popescu, Gheorghe Radu, Calistrat Robu, Gheorghe Doja, Mihai Vintila etc.